# George Osodi
George Osodi (Lagos, 1974) è un fotografo nigeriano, attivo tra Londra e Lagos.
Ha studiato Business Administration presso il College of Technology Yaba, Lagos, prima di lavorare come fotoreporter freelance per il giornale Comet dal 1999-2002. Si è unito all'Associated Press News Agency di Lagos nel 2002 fino al 2008. Osodi ha ricoperto molti incarichi per i media locali e internazionali, con le sue fotografie pubblicate da molti quotidiani come il New York Time, Time Magazine, Guardian of London, The Telegraph, USA Today, International Herald Tribune, BBC focus, Africa Magazine e molti altri.

## Progetti fotografici
- Oil Rich Niger Delta
- Lagos Bomb Blast
- Lagos Uncelebrated
- Devil's Dexterity
- De Money
- Black Street
- Oil Rich Norway
- Nigeria Election Fever
- I am not a witch
- Point of no return
- Portraits
- Fashion made in 9ja
- Nigeria sectarian divide

## Attività

### Mostre personali
- A child of independence, nimbus art centre, lagos, 2003
- Niger delta chronicles in lagos, nimbus art centre, lagos, 2003
- Beyond oil, london rising tide in london, london rising tide, 2004
- Living the highlife, british council, nimbus art centre, lagos, 2004
- Lagos uncelebrated, goethe institut lagos, 2007
- Oil rich niger delta, haugesund, norway 2008
- Paradise lost, centre for contemporary art, lagos, cca lagos, 2008
- George osodi – galerie peter hermann, berlin 2009
- Drivers dexterity, aaf lagos, nigeria 2009
- Touring program of oil rich n&n to art galleries in norway 2010 and 2011

### Mostre collettive
- Lagos bomb blast, muson centre lagos, 2002
- Nigeria eviction, amnesty international, abuja/london 2006
- Lagos stadtansichten, ifa, berlin, germany, 2004
- Nigeria oil rich niger delta, documenta 12, kassel , germany, 2007
- Beyond the surface, ex- en -province france 2007
- Lagos art intervention in public space , in god we trust goethe-institut, nigeria 2008
- Petrodollart, galarie motte et rouart, paris 2008
- Fragile democracy, northern gallery of contemporary art, uk, 2008
- Afrika i oslo- national museum of contemporary art , oslo norway 2009
- Intemperies, oca, sao paulo , brazil , 2009
- Bienal del fin del mundo argentina 2009
- Science of 5 continents, gallery bmb mumbai, india 2009
- Africa fast forward, belgium 2009
- Delta, forum stadtpark, graz, austria 2009
- Tempestade, brazil 2009
- Recontres de bamako 2009
- Inclemencia del tempo, uruguay 2010
- Atopia -cccb -centre de cultura contemporània de barcelona- 2010
- Bozar, belgium 2010
- Nottingham contemporary, uneven geographies, uk- 2010
- Unwetter- akademie kunste- berlin- 2010
- Inclemencia- centre d'art le lait, albi, france – 2010

## Opere in collezioni permanenti
- Museumslandschaft Hessen Kassel, Neue Galerie
- Martin Marguiles Collection- Miami U.S.A
- EMET- National Museum of Greece 2010
- Fondazione Cassa di Risparmio di Modena, 2010
- Un certo numero di collezioni private

## Pubblicazioni
- Nigerian nollywood, guardian of london, march 2006
- Sierra leone the war victims, bbc focus on africa, and others, 2006
- Lagos the rise of a mega city, published in “lagos: a city at work” 2005
- Faces of africa, bbc world service, 2005
- Nigeria hungerfree , actionaid london, 2007
- Nigeria pfizer case: der spiegel berlin germany 2007
- Africa development and politic, internationale politik berlin germany, 2007
- Niger delta oil, vsd, paris 2008
- City built on oil- qvest edition- germany- 2008
- Fuel book- alphabet books, mit press- canada 2008
- Oil rich niger delta- parq magazine- portugal 2008.
- Oil delta, camera austria ‘ 2009
- Orange light, black looks, uk 2009
- Metropole m, holland, 2010
- Io donna, italy, 2010
- Ghana gold mine, rivista culturale danese

## Premi
- Primo premio, fotoreporter dell'anno 2004 FUJI AFRICANO (Categorie Caratteristiche e Portfolio)
- Tribunale speciale delle Nazioni Unite per la Sierra Leone
- Gruppo di fotografia del primo processo in tribunale dell'ex presidente liberiano Charles Taylor del 3 APRILE 2006
- Nomina per il premio Prix Pictet 2008

## Talks
- Nottingham Contemporary 2010
- Forum Stadpark Simposio, Graz, Austria 2009
- Galleria Peter Hermann, Berlino 2009
- Museo Nazionale d'Arte Contemporanea, Oslo, Norvegia 2009
- Nigeriano Istituto di giornalismo, Lagos, 2006
- Università del Galles NEWPORT UK, 2005